# Station Połaniec
Station Połaniec is een spoorwegstation in de Poolse plaats Połaniec.